# Zgnity Most
Zgnity Most (dodatkowa nazwa w j. kaszub. Zgniti Mòst) – część wsi Upiłka w Polsce, położona w województwie pomorskim, w powiecie bytowskim, w gminie Lipnica, na Równinie Charzykowskiej w regionie Kaszub zwanym Gochami,  na skraju kompleksu leśnego Borów Tucholskich. Wchodzi w skład sołectwa Borowy Młyn.
W latach 1975–1998 Zgnity Most należał administracyjnie do województwa słupskiego.